# Kappel am Krappfeld
Kappel am Krappfeld (tiếng Slovene: Kapela na Krapskem polju) là một đô thị thuộc huyện Sankt Veit an der Glan trong bang Kärnten trong nước Áo. Đô thị Kappel am Krappfeld có diện tích 49,7 km², dân số thời điểm năm 2005 là 2023 người.